# Heiko Frank Wenzel

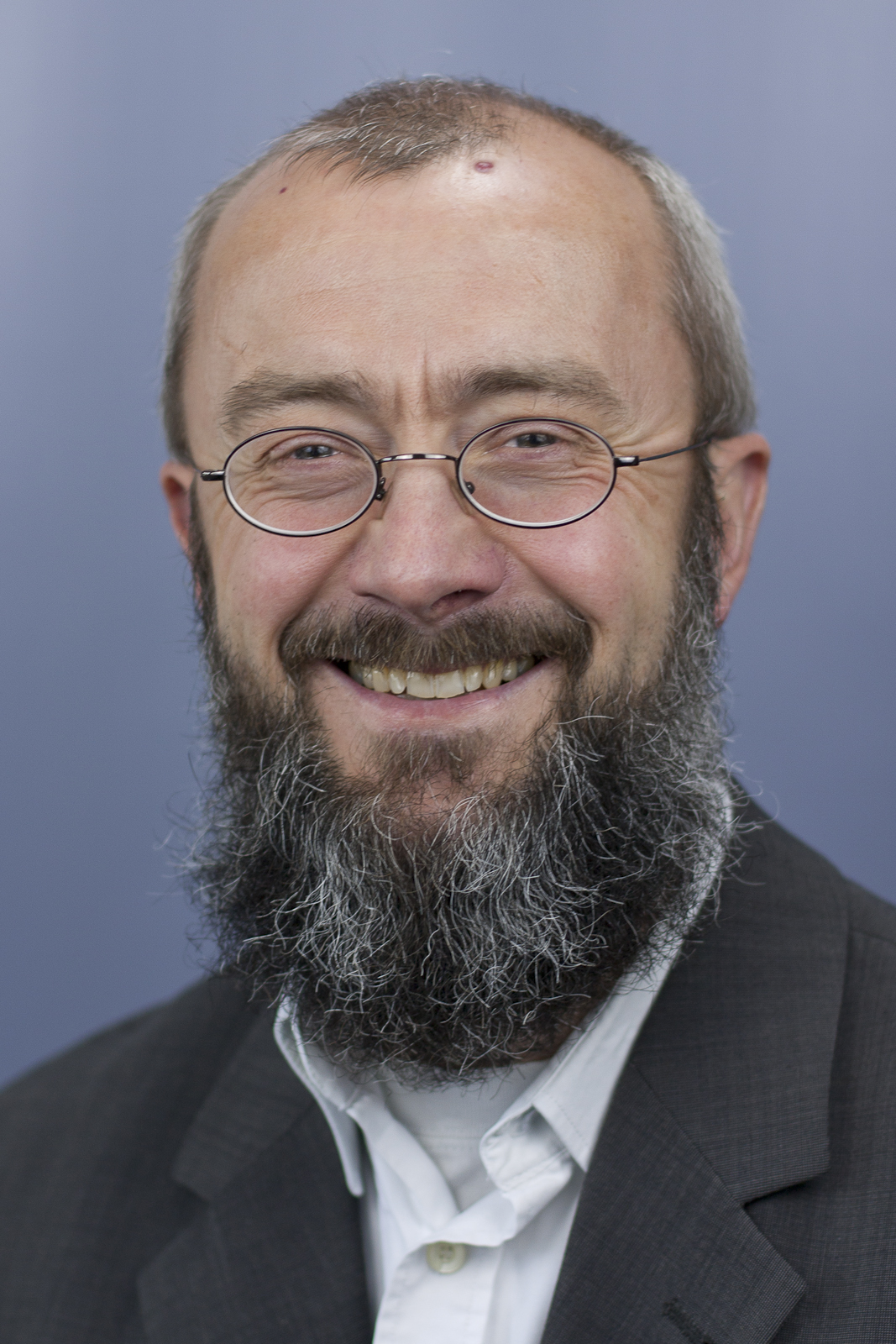
Heiko Frank Wenzel

Heiko Frank Wenzel (* 5. August 1970) ist ein deutscher evangelischer Theologe (Alttestamentler) und Islamwissenschaftler.

## Leben
Wenzel wuchs in der Gemeinde Untersiemau nahe Coburg auf und legte 1989 am Gymnasium Ernestinum Coburg sein Abitur ab. Ab 1991 studierte er Islamwissenschaft und Theologie, unter anderem in Marburg, Krelingen und Gießen, und erwarb währenddessen sein Latinum, Graecum und Hebraicum. 1996 legte er an der Freien Theologischen Akademie (FTA, heute Freie Theologische Hochschule Gießen) sein Theologisches Examen ab. Im Jahr 2000 graduierte er an der Justus-Liebig-Universität Gießen zum Master of Arts in Islamwissenschaft und Evangelischer Theologie.
Von 2003 bis 2006 lebte Wenzel mit seiner Familie in Wheaton (Illinois), USA, wo er mit einem Graduiertenstipendium ein Promotionsstudium am Fachbereich Altes Testament des Wheaton College absolvierte. 2008 erhielt er vom Wheaton College den Titel Ph.D. Von 2006 bis 2020 unterrichtete Wenzel an der Freien Theologischen Hochschule Gießen (FTH). Am 22. Dezember 2010 wurde er auf die dortige Professur für Altes Testament und Islamwissenschaft berufen. Seit 2021 ist er Lehrender für Altes Testament und Studiendekan am Campus Danubia in Wien.
Seit 2023 ist er Mitglied im Vorstand des Instituts für Islamfragen.

## Mitgliedschaften
- Society of Biblical Literature
- European Association of Biblical Studies
- Evangelical Theological Society

## Veröffentlichungen (Auswahl)
- Reading Zechariah with Zechariah 1:1-6 as the Introduction to the Entire Book (= Contributions to Biblical Exegesis and Theology. Band 59). Peeters, Leuven 2011, ISBN 978-90-429-2454-3.
- Hiob – Wo ist Gott, wenn Unschuldige leiden? Brunnen, Basel/Gießen 2011, ISBN 978-3-7655-0797-7.
- (Hrsg.): Was ist der Mensch, dass du dich seiner annimmst …? (Ps 144,3) – Beiträge zum biblischen Menschenbild. Festschrift für Helmuth Pehlke zum 70. Geburtstag. R. Brockhaus, Witten; Brunnen, Gießen 2013, ISBN 978-3-417-29250-3.
- (Hrsg.): The Book of the Twelve. An Anthology of Prophetic Books or the Result of Complex Redactional Processes? (= Osnabrücker Studien zur Jüdischen und Christlichen Bibel. Band 4). V&R unipress, Göttingen 2017, ISBN 978-3-8471-0730-9.